# Walter Ferreira
Walter Ferreira (Montevideo, 18 de maig de 1951 -Ibídem, 3 de gener de 2016) va ser un conegut kinesiòleg uruguaià de diferents equips de futbol del seu país.

## Trajectòria esportiva

### Naixement i infància
Va néixer el 18 de maig de 1951 en Montevideo, concretament en el barri del Cerro. Va debutar en 1965 en Rampla Juniors. En 1980 va arribar a Nacional, club al que va estar vinculat durant més de quatre dècades. A partir de 1999, va compartir el seu temps amb la selecció uruguaiana. Va ser un reconegut professional que cridaven el "Manosanta", ja que va ser qui va recuperar a Luis Suárez perquè pogués jugar en el Mundial 2014. Moltes figures de l'esport uruguaià i internacionals com Diego Armando Maradona han estat alguns dels quals el manosanta ha tractat en la seva carrera i sempre molt afalagat pels futbolistes d'altres països.

## Vida personal
El diumenge 3 de gener va morir als 64 anys, després de lluitar contra un càncer. Estava internat a la UCI de l'Associació Espanyola de Socors Mutus.